# Svante Thunberg
Svante Fritz Vilhelm Ernman Thunberg (født 10. juni 1969) er en svensk skuespiller og producent.
Han er søn af skuespillerne Olof Thunberg og Mona Andersson, og gift med operasangerinden Malena Ernman, med hvem han har to døtre, deraf klimaaktivisten Greta Thunberg.